# Сага про Форсайтів
«Са́га про Форса́йтів» (англ. The Forsyte Saga) — трилогія англійського письменника Джона Голсуорсі. Є найвизначнішим твором у його бібліографії, за цей творчий доробок письменник 1932 року відзначений Нобелівською премією з літератури. Написана як сімейна хроніка, «Сага» розповідає історію родини Форсайтів, яка уособила долі середнього класу і вікторіанської епохи.

## Історія
Наприкінці 1890-х — початку 1900-х років Джон Голсуорсі приділяв увагу гостросоціальним темам в історії тогочасної Англії. Родина письменника належала до великої буржуазії. Сам він мав соціалістичні погляди, хоча і не був затятим соціалістом. Ці погляди вилились у написання соціально-побутового роману «Власник» (1906), якому передувало створення кількох п'єс і оповідань схожої тематики. Ще однією спонукою до написання твору стали зміни в особистому житті Джона Голсуорсі: 1905 року він узяв шлюб із колишньою дружиною свого кузена Адою Пірсон, з якою потай зустрічався перед тим десять років. Вона стала прототипом головної героїні твору, а історія їхніх взаємин лягла в основу головної сюжетної лінії «Власника».
В романі Джон Голсуорсі показав протиріччя між власницькими нахилами буржуа і потягом до особистої і творчої свободи у представників родини Форсайтів. Приховані суперечності між різними гілками одного родинного дерева зрештою виливаються у відкритий конфлікт, який завершується трагічною роз'язкою. Власне родина Форсайтів з'являється на сторінках цього роману не вперше, у 1901 році письменник під псевдонімом Джон Сінджон створив новелу «Порятунок Форсайта» (Salvation of a Forsyte), яка залишилась самостійним твором і до пізніше створеної трилогії не увійшла.
Хоча сюжет «Власника» мав докінчену форму і письменник не планував його продовження, однак роман виявився настільки успішним, що згодом Голсуорсі написав продовження родинної історії у кількох творах різного обсягу. Романи «В зашморгу» (1920) і «Здаємо в оренду» (1921), а також короткі повісті «Останнє літо Форсайта» (1918) і «Пробудження» (1920), які сам автор визначив як інтерлюдії, склали трилогію «Сага про Форсайтів». Повість «Останнє літо Форсайта» вперше була надрукована у збірці «П'ять оповідань», де інші твори не були пов'язані з нею спільною темою. Як зазначив Джон Голсуорсі у передмові до трилогії, ця назва спочатку призначалась для роману «Власник» і лише пізніше, коли у нього з'явилось продовження, поширилась на всю трилогію.
Слід зазначити, що на цьому хроніка родини Форсайтів не завершилась. У 1924—1928 роках письменник продовжив її у трилогії «Сучасна комедія», до якої увійшли романи «Біла мавпа», «Срібна ложка», «Лебедина пісня», у 1929—1930 роках створив цикл оповідань «На Форсайтівській біржі», а в 1931—1933 роках написав трилогію «Останній розділ», в якій наймолодші представники родини Форсайтів згадуються лише епізодично. Отож інколи під назвою «Сага про Форсайтів» неточно зазначають усю серію цих творів.
«Сага про Форсайтів» стала найвизначнішим твором у доробку Джона Голсуорсі. Вже у рік виходу перший роман трилогії привернув увагу читачів і критиків як в Англії, так і за кордоном. Пізніше «Сага про Форсайтів» неодноразово перевидавалась і була перекладена різними мовами. Українською мовою вона вперше видана 1976 року видавництвом «Дніпро» у перекладі Олександра Тереха.

## Цикл творів про Форсайтів
| Оригінальна назва                | Українська назва                       | Форма твору | Рік видання |
| -------------------------------- | -------------------------------------- | ----------- | ----------- |
| Salvation of a Forsyte           | Порятунок Форсайта                     | новела      | 1901        |
| The Man of Property              | Власник                                | роман       | 1906        |
| Indian Summer of a Forsyte       | Останнє літо Форсайта                  | інтерлюдія  | 1918        |
| In Chancery                      | В зашморгу                             | роман       | 1920        |
| Awakening                        | Пробудження                            | інтерлюдія  | 1920        |
| To Let                           | Здаємо в оренду                        | роман       | 1921        |
| The White Monkey                 | Біла мавпа                             | роман       | 1924        |
| (Interlude) a Silent Wooing      | Ідилія                                 | інтерлюдія  | 1926        |
| The Silver Spoon                 | Срібна ложка                           | роман       | 1926        |
| (Interlude) Passers By           | Зустрічі                               | інтерлюдія  | 1926        |
| Swan Song                        | Лебедина пісня                         | роман       | 1928        |
| Foreword to «On Forsyte ‘Change» | передмова до «На Форсайтівській біржі» |             | 1930        |
| The Buckles of Superior Dosset   |                                        | оповідання  | 1930        |
| Sands of Time                    |                                        | оповідання  | 1930        |
| Hester's Little Tour             |                                        | оповідання  | 1930        |
| Timothy's Narrow Squeak          |                                        | оповідання  | 1930        |
| Aunt Juley's Courtship           |                                        | оповідання  | 1929        |
| Nicholas-Rex                     |                                        | оповідання  | 1930        |
| A Sad Affair                     |                                        | оповідання  | 1929        |
| Revolt at Roger's                |                                        | оповідання  | 1930        |
| June's First Lame Duck           |                                        | оповідання  | 1929        |
| Dog at Timothy's                 |                                        | оповідання  | 1929        |
| Midsummer Madness                |                                        | оповідання  | 1929        |
| The Hondekoeter                  |                                        | оповідання  | 1929        |
| Cry of Peacock                   |                                        | оповідання  | 1930        |
| Francie's Fourpenny Foreigner    |                                        | оповідання  | 1930        |
| Four-In-Hand Forsyte             |                                        | оповідання  | 1930        |
| The Sorrows of Tweetyman         |                                        | оповідання  | 1930        |
| The Dromios                      |                                        | оповідання  | 1930        |
| A Forsyte Encounters the People  |                                        | оповідання  | 1930        |
| Soames and the Flag              |                                        | оповідання  | 1930        |
| Maid In Waiting                  |                                        | роман       | 1931        |
| Flowering Wilderness             |                                        | роман       | 1932        |
| Over the River (One more River)  |                                        | роман       | 1933        |

## Сюжет

### Власник
Родина Форсайтів — це десятеро дітей Пишного Доссета Форсайта, типові буржуа вікторіанської епохи. Їхній батько заробив чималий статок, будуючи будинки у Лондоні, і залишив нащадкам кругленькі суми, які вони вигідно вкладають без жодного ризику не менш ніж під п'ять відсотків прибутку. Брати і сестри з численним потомством зібралися в особняку найстаршого брата, Джоліона, щоб відсвяткувати заручини його онуки Джун із архітектором Філіпом Босіні. Юнак не має статків і шокує добропорядних буржуа байдужим ставленням до матеріальних цінностей. Майбутній шлюб із Джун можливий для архітектора лише за умови, якщо він матиме пристойний постійний заробіток.
Представник другого покоління Форсайтів, юрист Сомс, збирається стати власником заміської оселі і для зведення будинку винаймає Босіні. Той створює чудовий проєкт, а заодно знайомиться ближче із дружиною Сомса, Айріні, з якою у чоловіка досить натягнуті стосунки. Айріні вступила в шлюб без кохання і, усвідомивши свою помилку, починає уникати чоловіка, а згодом заводить роман із Босіні. Цей перелюб руйнує дружбу між Айріні і Джун, а також налаштовує проти Сомса старого Джоліона, чий син — молодий Джоліон — свого часу також кинув сім'ю заради іншої жінки, порвав зв'язок з батьком і живе у бідності.
Старий Джоліон, що за своїми власницькими нахилами відстоював вікторіанську мораль, починає усвідомлювати, що згаяв роки, живучи у розлуці із сином. Він відновлює стосунки із ним і двома молодшими онуками, певним чином зраджуючи ідеали свого класу. Натомість сім'я Сомса Форсайта починає розпадатися. Силоміць ствердивши над дружиною своє подружнє право, Сомс невільно спонукає її до втечі. Однак Філіп Босіні, дізнавшись про насильство над коханою, в гарячому запалі потрапляє під колеса омнібуса і гине.

### Останнє літо Форсайта
Старий Джоліон щасливо живе з сином та онуками у заміському домі, який Сомс Форсайт збудував для себе і Айріні, але в якому йому не довелось прожити і дня. Жінка пішла від нього і заробляє на життя самостійною працею. Попри фізичну розлуку подружжя залишається в офіційному шлюбі. Випадкова зустріч Айріні зі старим Джоліоном породжує палку дружбу. Щоби частіше бачити її красу і заради фінансової допомоги нещасній, стариган пропонує жінці давати уроки музики його онуці. Очікуючи на останній візит Айріні, старий Джоліон помирає. За його заповітом Айріні отримує пожиттєві відсотки від 15 000 фунтів стерлінгів, що робить її фінансово незалежною.

### У зашморгу
Після смерті старого Джоліона пройшло 12 років. Молодий Джоліон став відомим художником, його молодші діти — Джоллі і Голлі — вже на порозі самостійного життя. Айріні все ще мешкає самотою у Лондоні, але вже у пристойних умовах, які їй забезпечив заповіт родича. Сомс також залишився одинаком, але на відміну від дружини гнітиться цим, оскільки немає нащадка, який би успадкував його багатство. Його пропозиція Айріні простити один одному і знову зажити разом лише підштовхує жінку до втечі в Париж.
Племінник Сомса, Вел Дарті, закохується у Голлі Форсайт і ці почуття взаємні. Натомість брат дівчини, Джоллі, відчуває до Вела неприязнь. Дізнавшись про закоханість сестри, він вирішує розбити пару в хитрий спосіб: записується добровольцем на війну із бурами і пропонує те саме Велові. Той вимушено погоджується. Але Голлі разом із Джун також вирушають на війну сестрами-жалібницями. У Південній Африці Вел і Голлі одружуються, а Джоллі помирає від черевного тифу.
Сомс хоче одружитися з красунею Аннет, але для цього мусить отримати розлучення із Айріні. Перелюб із Босіні, як привід для розлучення, за давністю років уже не годиться, тому, щоб отримати докази чергової подружньої «зради» він встановлює нагляд за Айріні. Молодий Джоліон, дізнавшись, що кузен переслідує формальну дружину, приїджає до Айріні в Париж і там спалахує до неї коханням. Сомс починає шлюборозлучний процес. Обурені гидкими звинуваченнями, Айріні з Джоліоном вирішують не опиратися і починають жити разом. В них народжується син Джоліон (Джон). Сомс одружується з Аннет і стає батьком дочки на ім'я Флер.

### Пробудження
У цій інтерлюдії описано дитинство Джона, де він показаний дуже розумним, жвавим і винахідливим хлопчиком. Зі старіючим батьком його пов'язують по-справжньому дружні стосунки, а до красуні-матері він відчуває глибоку любов.

### Здаємо в оренду
З часу дій попереднього роману пройшло 19 років. Сомс Форсайт відійшов від юридичних справ, він серйозно захоплюється мистецтвом. На виставці із Флер від випадково бачить Айріні з Джоном. Юнак і дівчина закохуються з першого погляду, але батьки не тільки перешкоджають знайомству, а й уникають навіть пояснень давньої ворожнечі.
Голлі з Велом повертаються з Південної Африки, купують конеферму в Англії. Юний Джон вирушає туди, щоби вивчити сільське господарство (він хоче стати фермером). Флер також опиняється на фермі як гостя. Джон освідчується Флер. Дізнавшись про цей сумісний відпочинок, Айріні забирає сина у подорож Іспанією, намагаючись відволікти його від небажаного захоплення. Флер тим часом дізнається, що саме пов'язує її батька з Айріні. Усвідомлюючи, що ця таємниця може віднадити від неї хлопця, вона умовляє Джона якнайшвидше одружитися.
Тим часом батько Джона розповідає йому про причину давньої ворожнечі. Не подолавши хвилювання, Джоліон помирає від серцевого нападу. Джон мусить зробити вибір між матір'ю і Флер. Він обирає матір і виїздить з нею до Північної Америки. Флер з розпуки одружується з закоханим у неї Майклом Монтом, якого вона, проте, не любить, цим самим повторюючи помилку Айріні.

## Персонажі

### Перше покоління
1. Енн Форсайт — найстарша з нащадків Пишного Доссета, неодружена, мешкає у домі Тімоті разом із сестрами Джулі й Гестер. Прониклива і чесна, викликає повагу у всіх членів родини, померла найпершою з представників старшого покоління. Характерна ознака тітоньки Енн — сиві кучерики (перука), що не міняючись з року в рік «приспали у Форсайтів відчуття часу»;
2. Старий Джоліон Форсайт — найстарший з синів Доссета, голова родини, вдівець. Має вперту вдачу, схильний до філософії, однак, водночас, дуже багатий (голова правлінь кількох компаній). Порвав із єдиним сином після подружньої зради останнього, але через 15 років відновив відносини і включив його до заповіту. Любить дітей і молодість, чутливий до краси, ворогує із братом Джеймсом, в якому підсвідомо вбачає близького конкурента. Має тонкий смак щодо сигар;
3. Джеймс Форсайт — високий і худорлявий близнюк Свізіна Форсайта. Не вирізняється яскравими рисами вдачі, дуже поміркований, голова успішної адвокатської контори, прив'язаний до своєї родини. Щасливо одружений з Емілі, має чотирьох дітей, з яких через сімейні негаразди найбільше його турбують син Сомс і дочка Вініфред;
4. Свізін Форсайт — товстун, що гладшає з року в рік, близнюк кощавого Джеймса. Неодружений, але зачаровується гарними жінками та й взагалі схильний зачаровуватися будь-якою красою і пишнотою. Взагалі не працює, живе у розкішному особняку, смачно їсть, тринькає гроші на сумнівні «витвори мистецтва», їздить чудовою парою коней, за що його прозвали «Форсайт четвернею»;
5. Ніколас Форсайт — голова правлінь кількох успішних компаній, що зумів вигідно розпорядитись приданим дружини. Має дітей. Постійно турбується про своє здоров'я і в цьому питанні конкурує із Джеймсом та Свізіном;
6. Роджер Форсайт — має найздоровіший вигляд, щасливо одружений. У родині його вважають оригіналом, оскільки він дав своїм синам нову професію;
7. Тімоті Форсайт — наймолодший з братів, видавець за фахом, що продав бізнес і вклав гроші у трипроцентні консолі, чим поставив себе у відособлене становище. Вирізняється обережністю у всьому; через страх ризику неодружений, опікується трьома сестрами — Енн, Джулі й Гестер, що мешкають у його домі. Не любить тварин. Настільки турбується про своє здоров'я, що взагалі не виходить до гостей. Прожив найбільше з-поміж представників старшого покоління (101 рік);
8. Джулія Форсайт — середня сестра у родині, що в поважному віці пошлюбила Септимуса Смолла — «чоловіка слабкого здоров'я», якого пережила на багато років. Овдовівши, оселилась разом із сестрами у домі Тімоті. Звикла доглядати інших родичів, добра, любить тварин, але здатна бовкнути щось недоречне у найнесприятливішу мить;
9. Гестер Форсайт — наймолодша із сестер, неодружена. Короткозора, але далекоглядна, у розмові виправляє недоречності, яких припустилася Джулі. Володіє половиною папуги (інша половина належить Джулі);
10. Сюзен Геймен — єдина з сестер Форсайтів, що тривалий час була у шлюбі і мала дітей. Після смерті була кремована, але це «дивацтво» їй пробалили, оскільки своїм майном вона розпорядилася як слід, усе заповівши синам, як і належить у буржуазних колах.

### Друге покоління
1. Молодий Джоліон Форсайт — єдиний син старого Джоліона. Від першої дружини має доньку Джун, яку разом з матір'ю кинув у трирічному віці, від другого шлюбу має сина Джоліона (Джоллі) і дочку Голлі, від третього шлюбу з Айріні — сина Джоліона (Джона). Спочатку працював страховим агентом, згодом зосередився на живописі і став відомим акварелістом;
2. Сомс Форсайт — син Джеймса і співвласник його юридичної контори. Має стриману вдачу, але до нестями закоханий в Айріні. Турботливий чоловік, який лише одного разу «перейшов межу», страждає через холодність коханої. У другому шлюбі з француженкою Аннет має дочку Флер. З віком захопився живописом, має витончений, але консервативний смак;
3. Вініфред Дарті — дочка Джеймса, рідна сестра Сомса. Дружина Монтегю Дарті, який став причиною постійних сімейних неприємностей. Попри це кохає чоловіка, від якого має чотирьох дітей, вирізняється твердою вдачею і самовладанням;
4. Джордж Форсайт — син Роджера, високий і опасистий, справжній «спортсмен». Жартівник і затятий любитель коней, який, втім, зберіг суто форсайтівську поміркованість. Неодружений, недолюблює Сомса, тонко кепкує над старим поколінням;
5. Френсі Форсайт — дочка Роджера, сестра Джорджа. Єдина, хто полюбляє музику у родині, вдало поєднуючи хобі із власницькими нахилами. Складає пісеньки і вигідно продає твори, з віком стала атеїсткою.

### Третє покоління
1. Джун Форсайт — дочка молодого Джоліона Форсайта, яку виховав дід — старий Джоліон. Маленька і тендітна, але дуже завзята, з копицею вогняного волосся на голові. Була заручена із Філіпом Босіні, якого щиро кохала, після зради нареченого і його загибелі залишилася неодруженою. Витрачає запал, опікуючись різними «бідолашками», значну частину яких становлять невизнані митці;
2. Джоллі Форсайт (дуже молодий Джоліон) — син молодого Джоліона, рідний брат Голлі. Чесний і принциповий, загинув на англо-бурській війні від черевного тифу, так і не побувавши у бою;
3. Голлі Форсайт — дочка молодого Джоліона, смаглява і чорноока, має жвавий характер, але прониклива і поміркована в почуттях. Щасливо одружена із Велом Дарті;
4. Публіус Валеріус (Вел) Дарті — син Монтегю Дарті і Вініфред (до шлюбу Форсайт). Своїм ім'ям зобов'язаний насмішкуватій пораді Джорджа Форсайта. Успадкував вдачу батька, схильний тринькати гроші і грати в тоталізатор, але під впливом кохання до Голлі спрямував свої нахили в конструктивне річище. Після двадцяти років, прожитих у Південній Африці, займається конярством в Англії;
5. Джон Форсайт — другий син молодого Джоліона, жвавий юнак із багатою фантазією, проте скромний і прихильний до поезії. Закоханий у Флер Форсайт, втім, прихильність до матері в ньому переважила;
6. Флер Форсайт — дочка Сомса Форсайта від другого шлюбу. Успадкувала від матері красу і граційність, а від обох батьків розважливість і практичність. Не в змозі побратися з коханим, пішла за нелюба-баронета, прилучившись до аристократії.

### Інші персонажі
1. Айріні Герон — дочка професора Герона, перша дружина Сомса Форсайта. Чоловіка не кохала жодної хвилини свого життя, але зголосилася на шлюб під тиском мачухи. Розкаявшись, вимагала розлучення, мала стосунки з нареченим близької подруги Джун Форсайт, а після загибелі коханця одружилася з молодим Джоліоном Форсайтом. Вирізнялась незвичайною красою і граційністю, на яку вік майже не мав впливу;
2. Філіп Босіні — «химерний юнак» із цікавою, але не надто витонченою зовнішністю. Талановитий архітектор, закоханий спочатку у Джун, а потім до нестями в Айріні;
3. Монтегю Дарті — жевжик без статків, що спромігся справити враження на Вініфред, її батька Джеймса і мати Емілі, внаслідок чого щасливо одружений з жінкою, в якій вбачає лише джерело грошей. Банкрут, п'яничка, бабій, пристрасний гравець в тоталізатор, одного разу кинув жінку, але повернувся через нестачу коштів на прожиття.

## Аналіз твору
«Сага про Форсайтів» написана у стилі реалізму, тому персонажі і події у ній виглядають дуже природно. Чималу роль в цьому відіграла і художня майстерність автора, якому вдалося чудово передати дух вікторіанської епохи з притаманним їй розквітом великого капіталу, фальшивої моральності і суспільного фарисейства у прояві імперіалізму. Як зазначав сам Голсуорсі у передмові до трилогії, багато людей надсилали йому листи, стверджуючи, що Форсайти списані з їхніх родин. Насправді автор запозичив деяких персонажів з власної родини (наприклад, старого Джоліона Форсайта списав з власного батька), чим викликав обурення близьких. Це обурення легко пояснити опозиційними настроями Голсуорсі, який явно не підтримує показаний ним дух власництва і поміркованої практичності, що живить серця усіх представників старшого покоління Форсайтів.
Іншим джерелом життєвої сили для Голсуорсі став сам сюжет. Фабула роману «Власник» майже без змін відтворює біографію письменника, який протягом десяти років претендував на серце Ади Пірсон, що вже була одружена з майором Артуром Голсуорсі. Після розлучення кузени Джон і Артур залишились затятими ворогами. Цей настрій легко відчути у ставленні письменника до Сомса Форсайта, який попри свою емоційну сухість не є безчесним чоловіком, але якому ні Айріні, ні сам автор не прощають його «рабовласницьких» нахилів.
Ще однією характерною рисою авторського стилю є тонкий гумор, яким просякнуті усі три частини трилогії. Голсуорсі тонко підмічає характерні риси окремих персонажів, а також незмінні у часі вади людей загалом і вміє змалювати їх одним дотепним зауваженням.